# Vlnové číslo
Vlnové číslo nebo také vlnočet je ve fyzice vlastnost vlny definovaná buď jako:
- počet vlnových délek připadajících na jednotku délky (tedy 1/λ, kde λ je vlnová délka), nebo jako
- 2π/λ (korektně zvané úhlové vlnové číslo, úhlový vlnočet).

Vektorovým zobecněním je vlnový vektor.

## Značení a jednotka
- Vlnové číslo se označuje písmenem σ a v soustavě SI je jeho jednotkou m−1.[1]
- Úhlové vlnové číslo označujeme písmenem k a v soustavě SI je jeho jednotkou m−1, respektive rad/m[pozn. 1].[1]

## Vlnové číslo ve vlnových rovnicích
Pro speciální případ elektromagnetické vlny:
{\displaystyle k\equiv {\frac {2\pi }{\lambda }}={\frac {2\pi \nu }{v_{p}}}={\frac {\omega }{v_{p}}}={\frac {E}{\hbar c}}\;\;,}
kde {\displaystyle \nu } (řecké písmeno ný) je frekvence vlny, vp je fázová rychlost vlny (jak se šíří ve vakuu, potom vp = c), ω je úhlová frekvence vlny, E je energie vlny, ħ je redukovaná Planckova konstanta, a c je rychlost světla ve vakuu. Úhlové vlnové číslo je velikost vlnového vektoru.
Pro speciální případ de Broglieovy vlny v nerelativistické aproximaci platí:
{\displaystyle k\equiv {\frac {2\pi }{\lambda }}={\frac {p}{\hbar }}={\frac {\sqrt {2mE}}{\hbar }}}
kde {\displaystyle p} je hybnost částice, {\displaystyle m} je její hmotnost, {\displaystyle E} její kinetická energie a {\displaystyle \hbar } je redukovaná Planckova konstanta.